# Asymbolus
Genre
Asymbolus est un genre de requins vivant en Océanie.

## Liste des espèces
Selon ITIS:
- Asymbolus analis J. D. Ogilby, 1885
- Asymbolus vincenti (Zietz (fi), 1908)

Selon FishBase:
- Asymbolus analis J. D. Ogilby, 1885
- Asymbolus funebris Compagno, Stevens & Last, 1999
- Asymbolus galacticus Séret & Last, 2008
- Asymbolus occiduus Last, M. F. Gomon & Gledhill, 1999
- Asymbolus pallidus Last, M. F. Gomon & Gledhill, 1999
- Asymbolus parvus Compagno, Stevens & Last, 1999
- Asymbolus rubiginosus Last, M. F. Gomon & Gledhill, 1999
- Asymbolus submaculatus Compagno, Stevens & Last, 1999
- Asymbolus vincenti (Zietz (fi), 1908)